# داني سبوترا
داني سبوترا (بالإندونيسية: Dany Saputra) (1 يناير 1991 بكديري في إندونيسيا - ) هو لاعب كرة قدم إندونيسي في مركز الدفاع. شارك مع منتخب إندونيسيا تحت 23 سنة لكرة القدم. أما مع النوادي، فقد لعب مع برسيجا جاكارتا وبيرسيبايا سورابايا وPS Mojokerto Putra ‏ وPersedikab Kediri ‏ وPersenga Nganjuk ‏.

## روابط خارجية
- داني سبوترا على موقع قاعدة بيانات كرة القدم.إي يو (الإنجليزية)
- داني سبوترا على موقع Soccerway.com (الإنجليزية)